# Idris ornatus
Idris ornatus är en stekelart som beskrevs av Lubomir Masner och Jocelyn Denis 1996. Idris ornatus ingår i släktet Idris och familjen Scelionidae. Inga underarter finns listade i Catalogue of Life.